# Ceratopogon kama
Ceratopogon kama är en tvåvingeart som beskrevs av Meillon 1959. Ceratopogon kama ingår i släktet Ceratopogon och familjen svidknott. Inga underarter finns listade i Catalogue of Life.